# Кульбаба
Кульба́ба (лат. Leōntodon) — род травянистых растений семейства Астровые, или Сложноцветные (Asteraceae).

## Распространение
Обитают на лугах и в антропогенных местообитаниях, в основном в умеренных широтах северного полушария. Сорные растения.

## Биологическое описание
Листья в розетке, цельные или перистонадрезанные.
Корзинки с жёлтыми или оранжевыми язычковыми цветками. Обёртки корзинок черепитчатые, из 1—3 рядов листочков.
Семянки с хохолком из перистых волосков.

## Таксономия
Leontodon L., 1753, Species Plantarum 2: 798.

### Синонимы
- Apargia Scop.
- Microderis A.DC.
- Thrincia Roth

### Виды

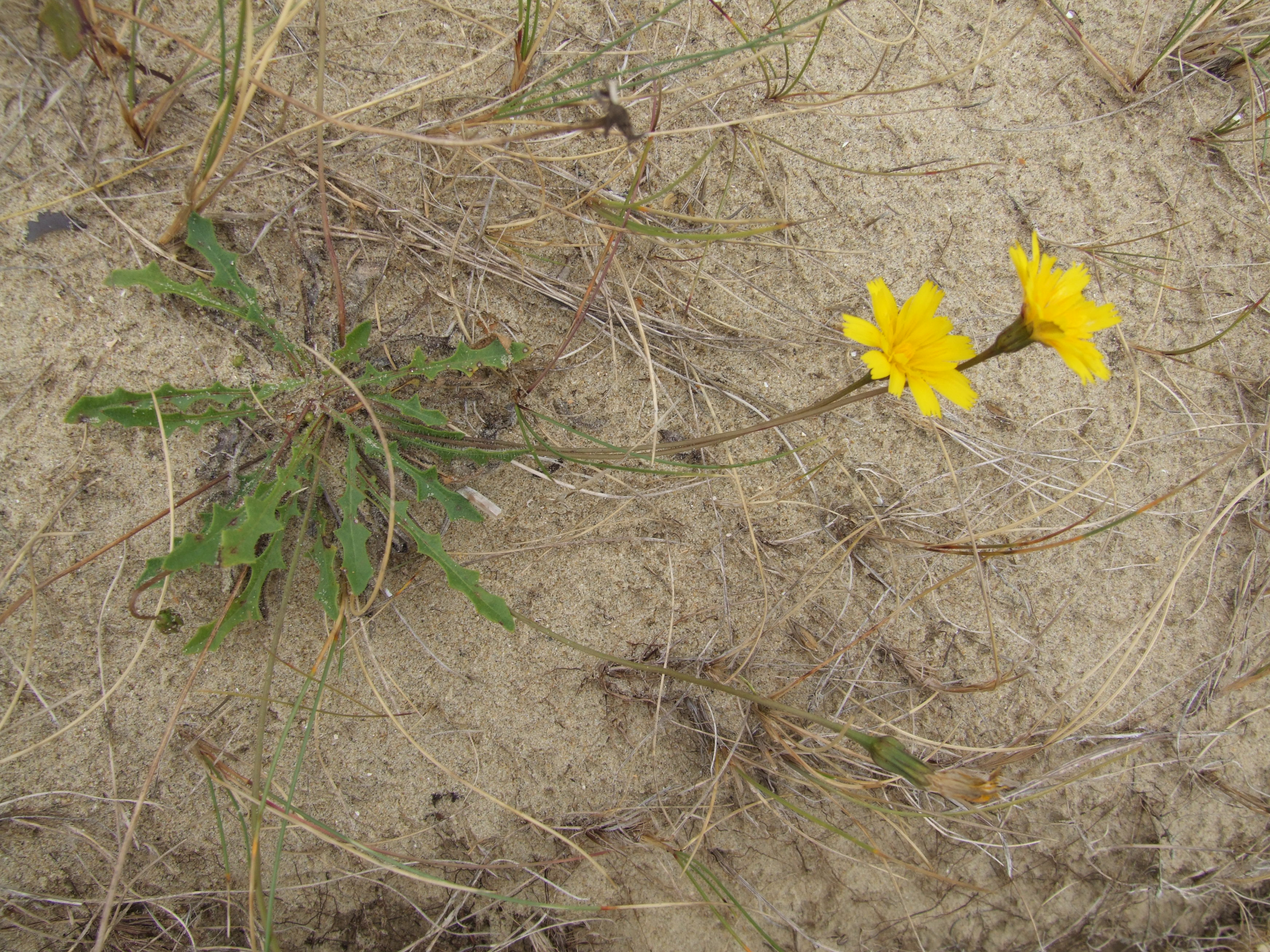
Leontodon saxatilis

По информации базы данных The Plant List (2013), род включает 79 видов
. Некоторые из них:
- Leontodon asperrimus (Willd.) Endl., 1842 — Кульбаба сильношероховатая
- Leontodon biscutellifolius Heldr. ex Boiss., 1849 — Кульбаба шероховатая
- Leontodon caucasicus (M.Bieb.) Fisch., 1812 — Кульбаба кавказская
- Leontodon filii (Hochst. ex Seub.) Paiva & Ormonde
- Leontodon hispidus L., 1753 — Кульбаба щетинистая
- Leontodon saxatilis Lam., 1779 — Кульбаба скальная
- Leontodon tuberosus L., 1753